# 杣山城
杣山城（そまやまじょう）は、福井県南条郡南越前町大字瓜生にあった日本の城。国の史跡に指定されている。

## 概要
南越前町中央部に位置する杣山の山頂に築かれた山城である。自然の要塞とも言える険しい崖を利用しており、南北朝時代には南朝方の越前国における拠点ともなった堅城である。平安時代初期に源頼親が城郭を築いたのが起りという伝承が残っている。現在では石垣や堀切、土塁などが僅かに残されており、他は様々な言い伝えが残るのみである。

## 歴史
- 平安時代初期 - 源頼親が城郭を築く。
- 鎌倉時代中期 - 瓜生衛により瓜生氏の居城として再築がなされる。
- 1336年 - 新田義貞が兵糧攻めに遭う現福井県敦賀市の金ヶ崎城を脱出し、杣山城を訪ねる。杣山城主瓜生保および義鑑坊の兄弟はこれを受け入れ南朝に支持し、金ヶ崎城の救援に向かう。しかし敦賀市樫曲付近にて戦死し、金ヶ崎城も落城する。その後、新田義貞は杣山城に篭るも結果落城し、北朝方の斯波高経家老増沢甲斐守祐徳が入ることとなる。
- 1470年 - 朝倉孝景が日野川の合戦で斯波方を追い、河合安芸守宗清が入城する。
- 1514年 - 朝倉氏に対抗する一向一揆軍が立て篭もる。

## アクセス
- 北陸自動車道今庄インターチェンジ（越前市方面）-福井県道137号杣山城趾線-福井県道202号中小屋武生線-駐車場

## 周辺情報
- 花はす温泉